# Lepidoscia monozona
Lepidoscia monozona är en fjärilsart som beskrevs av Edward Meyrick 1893. Lepidoscia monozona ingår i släktet Lepidoscia och familjen säckspinnare. Inga underarter finns listade i Catalogue of Life.